# NGC 2321
NGC 2321 este o galaxie spirală situată în constelația Linxul. A fost descoperită în 18 decembrie 1849 de către William Parsons, 3rd Earl of Rosse⁠(d). Se află la o distanță de 88,61 de megaparseci de Pământ.